# Список персонажей The Last of Us
The Last of Us (букв. с англ. — «Последние из нас», в России официально издаётся под названием «Одни из нас») — компьютерная игра в жанре action-adventure с элементами survival horror и стелс-экшена, разработанная студией Naughty Dog и изданная Sony Computer Entertainment. Игра была выпущена в 2013 году, эксклюзивно для консоли PlayStation 3. В 2014 году была выпущена обновлённая версия игры для PlayStation 4 — The Last of Us Remastered.
Джоэл является основным игровым персонажем, хотя игроки имеют возможность управлять Элли в течение некоторого времени.
На протяжении своего путешествия Джоэл и Элли встречают разных персонажей:
- Тесс — выжившая, которая близко знакома с Джоэлом;
- Марлин — лидер группы ополченцев «Цикады»;
- Билл — выживший, который укрепил свой собственный город;
- Генри и Сэм — братья из Хартфорда;
- Брат Джоэла Томми и его жена Мария, которые построили своё собственное поселение;
- Дэвид — лидер группы каннибалов;
- Сара, дочь Джоэла, появляется в прологе игры;
- Райли Абель, подруга Элли, представлена в дополнении The Last of Us: Left Behind.

Команда Naughty Dog разработала внешность персонажей, а креативный директор Нил Дракманн отвечал за сюжет и личности персонажей.

## Создание и концепция
Отношения между персонажами Джоэла и Элли, сыгранных Троем Бейкером и Эшли Джонсон соответственно, были в центре внимания при разработке игры. Креативный директор Нил Дракманн написал сценарий игры с акцентом на персонажей. Команда разработчиков быстро поняла, что Джонсон подходит на роль Элли, однако выбор актёра на роль Джоэла занял много времени, поскольку химия между двумя персонажами была обязательной для игры. После того, как Бейкер и Джонсон сыграли рядом друг с другом, команда поняла, что первый отлично подходит на роль Джоэла, несмотря на юный возраст актёра. Бейкер и Джонсон внесли большой вклад в развитие персонажей. Например, Бейкер убедил Дракманна, что Джоэл будет заботиться о Тесс из-за своего одиночества, а Джонсон убедила Дракманна переписать персонажа Элли так, чтобы она была более сильной и бойкой. Некоторые диалоги между Элли и Джоэлом были импровизированными; Дракманн объяснил это тем, что сценарий содержал ненужное количество строк и он позволял актёрам выбирать то, что казалось им более подходящим. С самого начала разработки команда «The Last of Us» собиралась показать двух героев с сильными индивидуальными сюжетными арками. Взаимодействия персонажей были вдохновлены отношениями между Нейтаном Дрейком и Тензин в  Uncharted 2: Among Thieves  (2009), в свою очередь вдохновлённый видеоигрой Ico (2001). Главные герои игры представляют две эпохи, которые показаны в игре; Джоэл представляет мир до вспышки пандемии, проведя большую часть своей жизни в этот период, в то время как Элли представляет мир после вспышки, поскольку она родилась в постапокалиптическом мире. В то время как первый эмоционально подавлен из-за потери, которую он испытал, последняя сохраняет оптимистический взгляд на жизнь; проводя время друг с другом, их качества пересекались: Джоэл становился все «живее», а Элли приобретала новые навыки выживания..
Действия персонажей были в основном записаны с использованием технологии захвата движения, приблизительно 85 % анимаций игры были записаны таким образом. Остальные звуковые элементы были записаны позже в студии.
Команда разработчиков чувствовала, что постапокалиптический мир и жанр survival horror дали им возможность лучше развивать персонажей. Черпая вдохновение из своей работы над Uncharted, команда использовала свои знания по сопоставлению персонажей с конфликтом в игровом процессе и истории при разработке «The Last of Us». Они также черпали вдохновение из книг «Дорога» (2006) и «Город воров» (2008), а также из фильма «Старикам тут не место» (2007), отмечая, что все они имеют запоминающихся персонажей и используют это как источник вдохновения. «Мы можем заставить вас, как игрока, почувствовать, каково это на самом деле существовать в мире, где каждая пуля имеет значение, и каждый ваш шаг — это осознанный выбор, который может разрушить ваше существование», — сказал Стрэйли. Команда также чувствовала, что «давление мира» позволило им лучше развивать своих персонажей. Они чувствовали, что давление заставило персонажей принимать интересные решения, позволяя развиваться в процессе истории.

## Главные герои

### Джоэл
Джоэл (англ. Joel, актёр — Трой Бейкер, рус.  — Всеволод Кузнецов) является протагонистом «The Last of Us». Джоэлу, отцу-одиночке родом из Техаса, было 30 лет на момент первой вспышки «кордицепса». Во время побега из города, где началась вспышка вируса, Джоэл со своим братом Томми и двенадцатилетней дочерью Сарой наткнулись на солдата, который пытался их остановить и открыл огонь без предупреждения. Сара была смертельно ранена и умерла у Джоэла на руках, в результате чего он получил психологическую травму. В последующие 20 лет Джоэл делал все возможное, чтобы выжить. За время, проведённое в жестоком постапокалиптическом мире, все ещё подавленный смертью дочери, Джоэл физически и морально закалился. Он обладает жёстким боевым стилем и способен сражаться и побеждать в рукопашном бою, несмотря на свой возраст.
Спустя двадцать лет после смерти Сары Джоэл работает контрабандистом в Бостонской карантинной зоне со своей подругой и партнёром Тесс. В поисках бывшего соучастника, который украл часть их товаров, Джоэл и Тесс встречают Марлин, руководителя повстанческого ополчения под названием Цикады, и она поручает им переправить Элли в место встречи в Штате Массачусетс. Пробираясь туда, Джоэл обнаруживает, что Элли невосприимчива к инфекции. По их прибытии Тесс рассказывает, что была укушена во время путешествия, и настаивает на том, чтобы Джоэл нашёл Томми, его брата и бывшего члена Цикад. Джоэл изначально неприветлив и короток по отношению к Элли. Ситуация усугубляется тем, что Джоэл первоначально попросил Томми продолжить свою работу после встречи с ним в его поселении в округе Джексон, штат Колорадо, но позже передумал и продолжил дело, как и планировалось. Их связь усиливается, когда Элли почти теряет Джоэла из-за серьёзной травмы, и когда он приходит ей на помощь после того, как она чуть не была убита группой людоедов. В конечном счёте Джоэл показывает свою преданность Элли, когда решает спасти её от врачей, которые планируют удалить и исследовать её мозг. Чтобы гарантировать, что их не будут преследовать, Джоэл убивает Марлин. Когда Элли просыпается, Джоэл говорит ей, что врачи перестали искать лекарство. Позже Элли рассказывает ему о своей погибшей подруге Райли, и просит Джоэла поклясться, что он говорит правду. Джоэл клянётся ей.
При разработке внешности Джоэла команда разработчиков пыталась заставить его выглядеть «достаточно гибким», чтобы он мог выступать как «безжалостный в подполье карантинного города», а также как «заботливый отец Элли». Его внешний вид был нацелен на то, чтобы выглядеть как «сельский Американец», ссылаясь на ценности самостоятельности и изобретательности, когда они сталкиваются с трудностями и потерями. При написании персонажа Джоэла Дракманн изначально вдохновлялся образом Джоша Бролина из фильма «Старикам тут не место», который он считал «очень тихим, очень круто давящим». Однако интерпретация Джоэла Бейкером как более эмоционального человека изменила характер. В конечном итоге повествование стало исследованием того, насколько готов отец спасти ребёнка; Первоначально Джоэл готов пожертвовать собой ради своих друзей, пока наконец не понимает, что он пожертвует всем человечеством, чтобы спасти Элли.
Дракманн чувствовал, что игроки, в особенности родители, смогут соотносить себя с характером Джоэла и его связью с Элли. Бейкер считает, что Джоэл находит мораль в повествовании игры, выясняя разницу между потерями и жертвами, и его истинная личность начинает проявляться. Дракманн был заинтригован обсуждениями морали Джоэла, выделяя его как героя или злодея; Дракманн чувствовал, что Джоэл был только «сложным человеком, который принимал хорошие и плохие решения», и позволял ему быть открытым для интерпретации. При прослушивании на роль Бейкер прочитал фразу из описания персонажа, в которой говорилось, что у Джоэла осталось немного моральных черт, которые необходимо пересечь, что стало для него точкой привязки к персонажу. Бейкер столкнулся с большими трудностями при съёмке пролога игры, в котором представлены сцены с Джоэлом и его дочерью Сарой, сыгранной Ханой Хейес. После пересмотра первого дня съёмок сцены Дракманн почувствовал, что её все ещё можно улучшить. Когда снова снимали эту сцену, Дракманн объяснил Бейкеру, как это сделать, и понял, что это было лучшим решением. Хотя Бейкер первоначально счёл этот дубль слишком «механическим», он понял, что ранее он пытался впечатлить зрителей своей игрой, и что это было «не то, что нужно сцене».

### Элли
Элли (англ. Ellie, актриса — Эшли Джонсон, рус.  — Элиза Мартиросова) — это четырнадцатилетняя сирота и второй главный игровой персонаж в игре, одна из немногих, кто никогда не знал жизни до заражения. Большая часть её предыстории раскрывается в дополнительном контенте The Last of Us: Left Behind и мини-серии комиксов The Last of Us: American Dreams.
Выжившую после укуса заражённого, Элли поручают Джоэлу, чтобы он сопроводил её к Цикадам. Первоначально раздражённая поведением Джоэла, в процессе сюжета Элли начинает чувствовать сильную привязанность к нему. После пережитой травмы зимой, когда Элли чуть не была изнасилована и убита группой людоедов, она становится замкнутой. Когда Джоэл наконец доставляет её к Цикадам, обнаруживается, что у неё есть мутировавший штамм гриба «Кордицепс», растущий в её мозге, который можно использовать для создания вакцины; чтобы извлечь грибы, требуется операция на мозгу Элли, которая, вероятно, убьёт её. Пока она готовится к операции, Джоэл пробирается в операционную и уносит её в безопасное место. Когда Элли просыпается, Джоэл лжёт, говоря ей, что Цикады нашли много других людей, как Элли, и перестали искать лекарство. Элли позже спрашивает его по этому поводу, требуя поклясться, что он сказал правду. Когда он заверяет ей, что говорит правду, она отвечает «Хорошо».
Команда чувствовала, что внешний вид Элли был «критически важным»; они чувствовали, что ей нужно выглядеть достаточно молодой, чтобы сделать её отношения с Джоэлем правдоподобными, но достаточно взрослыми, чтобы заслуживать доверия как находчивого подростка, способного выжить. Отвечая на вопрос, что вдохновило на образ Элли, Дракманн вспомнил, когда он и Стрэйли обсуждали идеи для «Uncharted 2: Among Thieves», они придумали немого персонажа, который призывал игрока следовать за ним, создавая тем самым «красивые» отношения только через геймплей. Хотя эта концепция никогда не была включена в финальную игру, идея возникла, когда команда обсуждала новый проект, что в конечном итоге вдохновило на создание Элли. После выхода «Left Behind», в котором Элли целует свою подругу Райли, Дракманн подтвердил, что она не традиционной сексуальной ориентации.

## Второстепенные персонажи

### Томми
Томми (англ. Tommy, актёр — Джефри Пирс) — брат Джоэла. При первой вспышке инфекции он взял Джоэла и Сару в свою машину, чтобы отвезти их в безопасное место. Когда автомобиль сбивает грузовик, он защищает Джоэла, в то время как тот несёт Сару, у которой сильно болит нога. После смерти Сары Джоэл и Томми первоначально выживали вместе, но различие во взглядах и жёсткие методы Джоэла привели к их отстранению друг от друга, и Томми ушёл, чтобы присоединиться к Цикадам. Разочаровавшись в Цикадах, он впоследствии оставил их и построил поселение вокруг работающей электростанции в Вайоминге со своей женой Марией. Много лет спустя Джоэл прибывает в поселение Томми, и братья воссоединились. Первоначально Томми отказывается помогать доставить Элли к Цикадам, но, увидев их тесную связь и осознав, что Джоэл не доверяет самому себе в защите Элли, он соглашается отвести её к Марлин. Из-за этого Элли обижается на Джоэла и сбегает, украв одну из лошадей Томми. Джоэл вместе с братом отправляются на её поиски. Они находят Элли и по пути обратно в поселение Джоэл решает продолжить путь к Цикадам. Томми не присоединяется к ним, но предлагает им вернуться в поселение, если они в этом нуждаются.
Команда разработчиков стремилась к тому, чтобы внешность Томми напоминала Джоэла «по росту и комплекции», а также чтобы выразить его сострадательный подход к миру. В то время как Томми разделяет «песчаную мужественность» Джоэла, у него также есть мягкость, которой Джоэлу не хватает. Пирс первоначально прослушивался на роль Джоэла, которая позже была отдана Трою Бейкеру. Когда разработчикам потребовалось найти актёра на роль Томми, они сразу же связались с Пирсом, поскольку были впечатлены его прослушиванием. Бейкер чувствовал, что химия между ним и Пирсом помогла показать реалистичные отношениях между Джоэлом и Томми.

### Марлин
Марлин (англ. Marlene, актриса — Мерл Дэендридж, рус.  — Любовь Германова) является лидером Цикад, ополченческого движения, надеющегося вырвать контроль над Карантинными Зонами у военных. Мать Элли, её близкая подруга, поручила ей присматривать за своей дочерью, но Элли встретила её только после начала пандемии. После ранения в Бостоне она предлагает вернуть Джоэлу и Тесс товар, который Роберт украл у них и продал ей, в обмен на доставку Элли в Капитолий. Джоэл снова встречает Марлин в больнице Цикад в Солт-Лейк-Сити, где учёные проводят тесты над Элли. Марлин говорит, что они готовят Элли к операции, которая приведёт к её смерти; Джоэл не согласен с операцией и сопротивляется. После того, как Джоэл спасает Элли, Марлин пытается помешать ему уйти, настаивая на том, что похищение Элли просто отсрочит её смерть, пока не произойдёт что-то более ужасное. Она говорит, что если Джоэл оставит Элли, это поможет создать лекарство от инфекции. Джоэл игнорирует её слова и стреляет Марлин в живот. Она умоляет его о пощаде, но Джоэл убивает её выстрелом в голову, гарантируя то, что никто не будет преследовать его и Элли.
Разработчики стремилась показать образ Марлин так, чтобы она выглядела «способной и властной», передающей сострадание, чтобы игроки поверили, что она заботится об Элли. Дэендридж обнаружила, что характер Марлин был сложным, полагая, что она «хочет сделать лучшее для большего блага», но события в её жизни привели к запутанному моральному положению. Хотя она лично считала, что Марлин является в основном «хорошим» человеком, Дэендридж чувствовала, что неоднозначная мораль персонажа вносит значительный вклад в её человечность. Дэендридж также высоко оценил использование захвата движения, сравнивая его с театральными постановками.

### Тесс
Тесс (англ. Tess, актриса — Энни Вершинг, рус. — Наталья Грачёва) — партнёр Джоэла по контрабанде. После преследования и убийства Роберта, бывшего соучастника, который украл их товар, они встречают Марлин, лидера Цикад. Марлин, которая купила этот товар у Роберта, предлагает Тесс и Джоэлу вернуть украденное Робертом обратно, если они согласятся помочь доставить Элли в здание Капитолия за пределами зоны карантина. Тесс и Джоэл успешно добираются до здания Капитолия, и только по прибытии обнаруживают, что люди, с которыми они должны встретиться, мертвы. Когда Джоэл требует, чтобы они вернулись обратно, Тесс настаивает, что она не может идти дальше, и рассказывает, что её укусили по пути. Когда солдаты, преследовавшие их, подходят к зданию, Тесс приказывает Джоэлу, в качестве своего последнего желания, найти Томми и отвести Элли к Цикадам. Она остаётся сдерживать солдат, чтобы выиграть время для Джоэла и Элли, и в итоге погибает в перестрелке.
При разработке внешнего вида Тесс, команда разработчиков стремилась сделать её «жёсткой и способной», стремясь добавить элемент силы, чтобы показать, что она может быть более безжалостной, чем Джоэл. Изначально Тесс должна была стать главным антагонистом «The Last of Us», преследовав Джоэла за год до финального противостояния, в котором она была убита Элли. Однако команде было трудно поверить, что Тесс будет спорить с Джоэлом и преследовать его в течение года; было принято решение изменить историю. Вершинг была впечатлена сценарием и способностью Дракманна придумывать уникальных женских персонажей. При написании женских персонажей игры, в частности Тесс и Элли, Дракманн избегал внешних влияний, таких как изображение женщин в СМИ, поскольку он хотел написать свою собственную историю.

### Билл
Билл (англ. Bill, актёр — У. Эрл Браун, рус.  — Александр Новиков) — выживший, живущий недалеко от Бостона, и деловой партнёр Джоэла и Тесс. Будучи параноидальным, агрессивным и недоверчивым человеком в возрасте около сорока лет, Билл живёт один в сильно укреплённом городе, наполненном минами-ловушками. Во время игры Джоэл находит Билла в надежде, что он вернёт долг, отремонтировав машину, чтобы можно было быстро добраться до Томми. Билл настаивает на том, что единственный работающий автомобильный аккумулятор находится в неизведанной части города. Пробившись в местную среднюю школу, Билл обнаруживает, что аккумулятор, который он собирался использовать, пропал. Они спасаются от стада заражённых, окружающих школу, и оказываются в заброшенном доме, где Билл обнаруживает, что его партнёр, Фрэнк, покончил жизнь самоубийством, повесившись там. Позже выяснилось, что у них обоих произошёл конфликт, и Фрэнк планировал убежать на машине Билла. Позже Джоэл, высадив Билла, выражает ему сочувствие в том, что произошло между ним и Фрэнком. Билл просто отвечает, что они с Джоэлом квиты, а затем приказывает Джоэлу покинуть город.
Внешность Билла была создана так, чтобы отразить практичность, а не самовыражение; большая часть его одежды и снаряжения также может быть использована в качестве инструмента выживания. В процессе узнаётся, что Билл гомосексуал. Изначально Дракманн оставил этот сомнительный факт в сценарии, но позже он изменил несколько строк, чтобы ещё больше выразить ориентацию Билла. Чтобы сделать Билла интересным, Дракманн исследовал концепцию противоречивых утверждений; хотя Билл заявляет, что привязанность к людям снизит шансы на выживание, выясняется, что у него был партнёр, о котором он действительно заботился. Роль Билла в игре также состояла в том, чтобы озвучить опасения Джоэла по поводу сопровождения Элли, поскольку Джоэл их не озвучивает. «Причина, по которой Билл существует, заключается в том, что Билл может сказать это Джоэлу и предупредить Джоэла об этом», — сказал Дракманн. Американская организация GLAAD назвала Билла одним из «самых интригующих новых ЛГБТ персонажей 2013 года», назвав его «глубоко порочным, но совершенно уникальным».

### Генри и Сэм
Генри (англ. Henry, актёр — Брэндон Скотт) и Сэм (англ. Sam, актёр — Наджи Джетер) — два брата, с которыми Элли и Джоэл сталкиваются, пытаясь сбежать от группы охотников в Питтсбурге. Генри 25 лет, а Сэму 13. При первой встрече Джоэл и Генри дерутся друг с другом, пока не видят Сэма и Элли соответственно. Как и Джоэл, Генри — опытный выживший, и оба решают объединиться, поскольку обе пары ищут Цикад. Они работают вместе, чтобы одолеть бандитов, охраняющих выход из зоны карантина, и сбегают на заброшенную радиовышку. Там Джоэл и Генри обсуждают свою любовь к мотоциклам, но Сэм становится угрюмым и замкнутым, особенно после разговора с Элли по поводу смерти и заражённых. На следующий день выясняется, что Сэм был укушен, когда они бежали из Пригорода, и он нападает на Элли, заставляя Генри убить его. Преодолевая горе и вину за смерть своего брата, Генри совершает самоубийство с помощью своего пистолета.
И внешность, и поведение Генри и Сэма были придуманы, чтобы отразить это как у Джоэла и Элли; рюкзак и джинсы, которые носят оба дуэта, отражают физическое сходство, в то время как поведенческое сходство заключается в том, что они оба вынуждены принимать трудные решения с течением времени. После того, как Брэндон Скотт был выбран на роль Генри, команда разработчиков показала ему только несколько художественных набросков игры, избегая конкретных подробностей истории. Скотту нравилось изображать персонажа, особенно из-за того, что ему было позволено включать элементы своей собственной личности. «Вам не нужно планировать маленькие нюансы … потому что вы просто станете персонажем», — сказал Скотт. Он также чувствовал, что запись голоса и движений одновременно была «захватывающей» и полезной. Разработчики чувствовали, что действия Генри направлены на защиту Сэма, и что Скотт представил эту преданность персонажу. Дракманн заявил, что отношения Генри и Сэма отражали отношения Джоэла и Элли. Джонсон чувствовал, что Сэм «по-настоящему испуган», восхищаясь этим значительным отличием от других персонажей игры.

### Дэвид
Дэвид (англ. David, актёр — Нолан Норт) является лидером группы каннибалов, с которыми Элли сталкивается на Курорте Лейксайд, где она прячет Джоэла, пока тот восстанавливается после тяжёлого ранения. Вначале Элли сталкивается с ним и другим охотником после убийства оленя, и он предлагает обменять оленя на пенициллин для Джоэла. После вынужденного совместного (Дэвид и Элли) отражения нападения заражённых Дэвид рассказывает о том, что именно он на самом деле является главой банды охотников, которую она и Джоэл убили ранее в Университете Восточного Колорадо, когда Джоэл был ранен. Он позволяет Элли уйти, но позже выслеживает её и похищает, забирая на свою базу в городе. Там Элли обнаруживает, что банда Дэвида — каннибалы. Она сопротивляется их попыткам. Ей удаётся убить его помощника и бежать в город, в то время как Дэвид и его банда преследуют её. В конце концов, Дэвид загоняет Элли в ресторан и преследует её несколько минут, пока ресторан не загорается. В конце концов, ему удаётся прижать Элли и попытаться задушить, но она хватает его мачете и размахивая им, сбивает его с себя, после чего жестоко рубит его до смерти.
Облик и жесты Дэвида были специально придуманы, чтобы показать тёплую и заботливую натуру, заставляя игроков поверить его дружелюбию к Элли. На роль Дэвида был выбран актёр Нолан Норт, который сыграл главного героя Нейтана Дрейка в серии игр «Uncharted». Когда Дракманн рассказал о роли, Норт сразу же согласился, оценивая её разнообразие по сравнению с его предыдущими актёрскими ролями. Во время съёмок Дэвида Норт должен был изменить свой голос, чтобы соответствовать роли. Первый голос, который он предложил Дракману, был в конечном итоге выбран для игры; он описывает это как «очень тихий … и голос вот-вот сломается». Чтобы изобразить персонажа, Норт подходил к своей личности с разных точек зрения, рассматривая Дэвида как «выжившего». Норт сопереживал Дэвиду, заявляя, что большинство действий Дэвида были понятны при рассмотрении апокалиптической ситуации. Он чувствовал, что Дэвид первоначально пытался защитить Элли, рассматривая её как «проблеск надежды». До написания сценария Дэвид упоминался как «король каннибалов», и было известно, что Элли встретит врага, который изменит её. Когда Норт был выбран на роль, команде разработчиков было интересно сделать Дэвида харизматичным и влюблённым в Элли.

### Райли
Райли Абель (англ. Riley Abel, актёр — Яани Кинг) лучшая подруга Элли. Она появляется в дополнении «Left Behind». Элли и Райли подружились в военной школе-интернате, куда Элли послали, когда ей исполнилось тринадцать. В какой-то момент Райли ушла, чтобы присоединиться к Цикадам. В начале «Left Behind» она возвращается после долгого отсутствия и устраивает сюрприз Элли в своей комнате. Эти двое идут в заброшенный торговый центр, где Райли сообщает, что она скоро уйдёт в другой город. В конце концов, Элли поддерживает её решение, но когда они вместе танцуют перед тем, как расстаться, Элли начинает плакать и умоляет Райли не уходить. Не долго думая, Райли срывает свои жетоны, решив выбрать Элли вместо Цикад. Тронутая, её выбором, Элли импульсивно целует её. Райли и Элли размышляют над тем, что им делать дальше, после чего на них нападают заражённые. Обе получают укусы и решают провести последние часы вместе. Райли превращается, а Элли — нет.
Кинг готовилась к роли Райли, изучая одиночную кампанию «The Last of Us», а также комикс «The Last of Us: American Dreams» (2013). Она заявила, что у Райли «чрезвычайно сильная личность, очень целеустремлённая, очень уверенная в себе для 16-летней девочки». Кинг чувствовала, что у Райли и Элли очень близкие дружеские отношения. Она отметила, что они заботятся друг о друге и что оба могут положиться на свои отношения. Она также видела Райли как наставника Элли, которая помогает ей открывать новые перспективы мира.

### Сара
Сара (англ. Sara, актриса — Хана Хэйес) — двенадцатилетняя дочь Джоэла, которая была у него, когда он был моложе, а также первый играбельный персонаж игры. Плакаты и фотографии на её стене говорят о том, что она увлечённая футболистка. В начале игры она дарит отцу новые часы на день рождения. Рано утром следующего дня её разбудил звонок её дяди Томми, звонящего Джоэлу. Позже Джоэл врывается в его кабинет, вытаскивает из ящика стола револьвер и стреляет в соседа. Сара уходит с Томми и Джоэлом. Позже в аварии она повреждает ногу, что заставляет Джоэла нести её. На окраине своего родного города они сталкиваются с солдатом, который, следуя приказам, стреляет в них. Сара смертельно ранена и умирает на руках у Джоэла.
Команда разработчиков чувствовала, что внешность Сары должна быть реалистичной, отражая её отношения с Джоэлем, и в то же время утверждать, что она является отличным персонажем. Они стремились задать характер как «практичная девушка, которая разделяет многие качества с Элли».. Относительно отношений между Джоэлом и Сарой Хейес чувствовала, что они «больше похожи на лучших друзей, чем на отца и дочь», сославшись на их игривость и юмор. Хейес была немного напугана во время её прослушивания из-за своей неопытности в съёмках в видеоиграх. Ей было трудно произносить строки в студии звукозаписи, предпочитая выполнять их движениями тела; Это позволяло ей чувствовать себя более естественно. Чтобы исполнить смерть Сары, Хейс заставила себя вспомнить предыдущие моменты в своей жизни, такие как смерть её дедушки.

### Другие персонажи
| Персонаж | Актёр             | Описание |
| -------- | ----------------- | --- |
| Роберт   | Робин Аткин Даунс | Роберт — торговец оружием, который должен был продать оружие Джоэлу и Тесс. Когда он вместо этого продаёт оружие Цикадам, Джоэл и Тесс проникают на его склад, в конце концов находят его и убивают. |
| Мария    | Эшли Скотт        | Мария — жена Томми и невестка Джоэла. Мария и её отец управляли поселением в штате [Вайоминг], Джексон вскоре после вспышки инфекции. Когда Джоэл и Элли посещают поселение, Мария выступает против предложения Джоэла о том, чтобы Томми сопровождал Элли к Цикадам, так как она боится, что он подвергнется опасности. В конечном счёте, Джоэл продолжает своё путешествие с Элли, а Томми возвращается в поселение с Марией. Разработчики стремились к тому, чтобы одежда и поведение Марии отражали её «сильный и яростный характер». Скотт первоначально прослушивалась на роль Тесс; Когда команде потребовался актёр для Марии, они сразу же связались с ней. |
| Джеймс   | Рубен Ленгдон     | Джеймс — помощник Дэвида. Он охотился вместе с Дэвидом во время их встречи с Элли, во время которого ему было приказано собрать некоторые припасы с их базы. Когда он возвращается, он обнаруживает, что Элли держит Дэвида под дулом пистолета, но ему приказано избегать конфликта; Элли в конечном итоге уходит. Когда Дэвид позже схватил Элли, он и Джеймс готовятся убить её, удерживая её на столе. Когда Элли сообщает им о своей инфекции, хватка Джеймса ослабевает, и Элли использует это, нанося удар ножом и убивая этим его. Дракманн чувствовал, что Лэнгдон добавил динамику между Джеймсом и Дэвидом, в которой есть конфликт между двумя персонажами, однако они все ещё уважают друг друга. |
| Фрэнк    | н/д               | Фрэнк — бывший партнёр Билла. Письмо, которое Фрэнк написал перед тем, как покончить с собой, показывает, что растущая паранойя Билла и его настойчивые отношения привели к окончанию их отношений, и Фрэнк намеревался взять аккумулятор, починить машину и сбежать из города Билла. |
| Иш       | н/д               | Иш — выживший, который не встречается лично по ходу истории. Из серии писем, заметок и записей в дневниках, найденных в ходе миссии по канализации в Пригороде, выясняется, что Иш, рыбак по профессии, устроил укрытие в канализации сразу после того, как затопил свою лодку, а позже принял некоторых путешественников, у которых были дети. Через некоторое время канализация превратилась в процветающую коммуну, но она подошла к концу, после того как кто-то случайно оставил дверь на улицу открытой. Стадо заражённых напало на поселение и убило многих жителей. Последняя записка Иша в одном из соседних домов показывает, что он разобрался с несколькими виновными людьми. «Kotaku» назвали историю Иша «самым трудным уроком», извлечённым из «The Last of Us»: Иш — лучше, чем Джоэл, но его доброта погубила других людей. |

## Восприятие
Персонажи игры получили большое признание в игровом сообществе. Уэлш из «Eurogamer» обнаружил, что персонажи были разработаны с «настоящим терпением и умением», оценивая их эмоциональную ценность, и Митчелл из «Joystiq» нашёл отношения персонажей подлинными и эмоциональными.. Келли из «Computer and Video Games» нашла героев «богато нарисованными», чувствуя себя причастной к их истории. Каролин Пети из «GameSpot» отметила, что чувство человечности в игре положительно отражается на персонажах. Том Хоггинс из «The Daily Telegraph» назвал персонажей «сложными» и «с недостатками», заявив, что они помогают игре сохранять «свою индивидуальность».
Колин Мориарти из «IGN» назвал озвучку «неизменно превосходной», и Мэтт Хельгесон из «Game Informer» отметил, что актёры реально «передают тяжёлые эмоциональные потери, нанесённые каждому персонажу». Джим Стерлинг из «Destructoid» написал, что озвучивание «безукоризненно выполнено», что приводит к «подлинным и заслуживающим доверие» персонажам. Кирк Гамильтон из «Kotaku» отметил, что актёры «обладают необычной химией и бесстрашно справляются со своими ролями», хваля их за предоставление такого эмоционального материала. Некоторые из актёров были награждены за их роли; Трой Бейкер выиграл награды от  Hardcore Gamer  и Spike VGX 2013, в то время как Эшли Джонсон получила две от BAFTAs и DICE Award, а также награды от Spike VGX и The Daily Telegraph.
Многие критики обсуждали образы женских персонажей. Джейсон Киллингсворт из «Edge» похвалила отсутствие сексуализированных женских персонажей, написав, что они «предлагают свежее противоядие от сексизма и регрессивных гендерных установок большинства видеоигровых блокбастеров». Элли Гибсон из «Eurogamer» похвалила Элли и описала её как «иногда сильную, иногда уязвимую, но не ставшую клишированной». Каролин Пети из «GameSpot» оценила персонажей-женщин как морально противоречивых и сочувствующих, но написала, что пол в видеоиграх должен оцениваться «исходя из их реальных достоинств, а не по отношению к другим играм». Крис Суэлентроп из «The New York Times» признал, что Элли была приятным и «иногда могущественным» персонажем, но утверждал, что «The Last of Us» на самом деле «история Джоэла», заявив, что это «ещё одна видеоигра для мужчин, для мужчин и для мужчин». The Last of Us также похвалили за изображение ЛГБТ-персонажей. Поцелуй двух персонажей женского пола в «Left Behind» был встречен положительно.